# Fagisyrphus cinctus
Fagisyrphus cinctus là một loài ruồi trong họ Ruồi giả ong (Syrphidae). Loài này được Fallén mô tả khoa học đầu tiên năm 1817. Fagisyrphus cinctus phân bố ở vùng Cổ Bắc giới (Đan Mạch)